# Achenkirch
Achenkirch ist eine Gemeinde mit 2238 Einwohnern (Stand 1. Jänner 2025) im Bezirk Schwaz, Tirol (Österreich). Die Gemeinde liegt im Gerichtsbezirk Schwaz.

## Geografie

### Geografische Lage und Gemeindegebiet
Die Gemeinde besteht aus verstreuten Dörfern im Achental (Achenkirch, Achensee, Achental und Achenwald) und erstreckt sich von der Nordspitze des Achensees bis zum Achenpass an der bayerischen Grenze.
Achenkirch hat als nördlicher Anrainer Anteil am Achensee. Dieser wurde ursprünglich durch die Seeache nach Norden zur Isar entwässert. 1929 wurde der Ausfluss des Achensees gesperrt; seither entwässert er über das Achensee-Kraftwerk in Jenbach, das 1924 bis 1927 erbaut wurde.
Zum Gemeindegebiet gehören auch die unmittelbar am Seeufer gelegene, ehemalige Zollstation Scholastika (einst wichtig für den Salztransport; heute Hotel mit eigener Schiffsanlegestelle); sowie das Gelände des ehemaligen Achenseehofs, eines nicht mehr existierenden Alterssitzes für den Sänger Ludwig Rainer (1821–1893), heute Strandbad mit Kapelle und eigener Schiffsanlegestelle.

### Gemeindegliederung
Ursprünglich bestanden die heutigen Gemeindeteile Achenwald, Achenkirch und Achensee aus vielen eigenständigen Weilern, Rotten und Einöden, vor allem Achenkirch bestand aus vielen einzelnen Orten (unter anderem Mayeranger) die im zweiten Drittel des 20. Jahrhunderts zum heutigen Dorf locker zusammengewachsen sind.
| Katastralgemeinden    | Ortschaften in der Gemeinde                                                                  |
| --------------------- | -------------------------------------------------------------------------------------------- |
| Achental (113,95 km²) | Achenkirch (D) Achenwald (ZH) Hinterwinkel (ZH) Kaiserwacht (ZH) Schweinau (R) Tiefental (R) |
| Legende               |                                                                                              |

| In der Spalte Katastralgemeinden sind sämtliche Katastralgemeinden einer Gemeinde angeführt. In der Klammer ist die jeweilige Fläche in km² angegeben. |
| In der Spalte Ortschaften sind sämtliche von der Statistik Austria erfassten Siedlungen, die auch eine eigene Ortschaftskennziffer aufweisen, angeführt. In der Hierarchieebene derselben Spalte, rechts eingerückt, werden nur Ansiedlungen, die mindestens aus mehreren Häusern bestehen, dargestellt. Die wichtigsten der verwendeten Abkürzungen sind: - M = Hauptort der Gemeinde - Stt = Stadtteil - R = Rotte - W = Weiler - D = Dorf - ZH = Zerstreute Häuser - Sdlg = Siedlung - Hgr = Häusergruppe - E = Einzelgehöft (nur wenn sie eine eigene Ortschaftskennziffer haben) Die komplette Liste der Statistik Austria ist in: Topographische Siedlungskennzeichnung nach STAT Zu beachten ist, dass manche Orte unterschiedliche Schreibweisen haben können. So können sich Katastralgemeinden anders schreiben als gleichnamige Ortschaften bzw. Gemeinden. Quelle: Statistik Austria – |

### Nachbargemeinden
| Lenggries        | Kreuth                                      | Brandenberg (KU)   |
|                  | Kompassrose, die auf Nachbargemeinden zeigt | Steinberg am Rofan |
| Eben am Achensee |                                             |                    |

## Geschichte
Die erste urkundliche Erwähnung von ca. 1140 betrifft eine Schenkung des Gebiets um den Achensee „lacus et locus, qui Emmaus appellatur“ („See und Gegend, die Emmaus genannt wird“) durch die Herren von Schlitters an die Abtei St. Georgenberg-Fiecht bei Schwaz. Der Name Achental kommt in den frühen Urkunden zuerst in der Form „Achene“ und „Vallis Achen“, also Achental, vor. Im 14. Jahrhundert scheint auch einmal der Name „Sant Jörgental“ auf. Der Name Achental selbst wird erstmals im Fischereibuch von Kaiser Maximilian I. um 1500 verwendet.
Als eigene Ortsgemeinde wird das Achental seit 1313 genannt, ab 1530 wird die Gemeinde Achental als Nachbarschaft oder Hauptmannschaft bezeichnet. Sie gehörte dem Landgericht Rottenburg (in Rotholz bei Jenbach) bis 1835 an, danach dem Landgericht Schwaz und ab 1848 zum Gerichtsbezirk Schwaz.
Politische Gemeinde wurde Achental 1811 durch die Verwaltungsreform im Königreich Bayern, dem Tirol von 1806 bis 1814 angehörte. Bei der Bildung der politischen Bezirksverwaltungsbehörden im Jahre 1867 wurde die Gemeinde Achental dem Bezirk Schwaz zugeteilt. 1971 wurde die Gemeinde in „Achenkirch“ umbenannt.

### Bevölkerungsentwicklung
| Achenkirch: Einwohnerzahlen von 1869 bis 2024       | Achenkirch: Einwohnerzahlen von 1869 bis 2024 | Achenkirch: Einwohnerzahlen von 1869 bis 2024 | Achenkirch: Einwohnerzahlen von 1869 bis 2024 | Achenkirch: Einwohnerzahlen von 1869 bis 2024 |
| --------------------------------------------------- | --------------------------------------------- | --------------------------------------------- | --------------------------------------------- | --------------------------------------------- |
| Jahr                                                |                                               |                                               |                                               | Einwohner                                     |
| 1869                                                | 1869                                          |                                               | 932                                           | 932                                           |
| 1880                                                | 1880                                          |                                               | 967                                           | 967                                           |
| 1890                                                | 1890                                          |                                               | 1.001                                         | 1.001                                         |
| 1900                                                | 1900                                          |                                               | 1.078                                         | 1.078                                         |
| 1910                                                | 1910                                          |                                               | 1.122                                         | 1.122                                         |
| 1923                                                | 1923                                          |                                               | 1.049                                         | 1.049                                         |
| 1934                                                | 1934                                          |                                               | 1.228                                         | 1.228                                         |
| 1939                                                | 1939                                          |                                               | 1.720                                         | 1.720                                         |
| 1951                                                | 1951                                          |                                               | 1.492                                         | 1.492                                         |
| 1961                                                | 1961                                          |                                               | 1.549                                         | 1.549                                         |
| 1971                                                | 1971                                          |                                               | 1.778                                         | 1.778                                         |
| 1981                                                | 1981                                          |                                               | 1.904                                         | 1.904                                         |
| 1991                                                | 1991                                          |                                               | 1.969                                         | 1.969                                         |
| 2001                                                | 2001                                          |                                               | 2.065                                         | 2.065                                         |
| 2011                                                | 2011                                          |                                               | 2.146                                         | 2.146                                         |
| 2021                                                | 2021                                          |                                               | 2.221                                         | 2.221                                         |
| 2024                                                | 2024                                          |                                               | 2.278                                         | 2.278                                         |
| Quelle(n): Statistik Austria, Gebietsstand 1.1.2021 |                                               |                                               |                                               |                                               |

## Kultur und Sehenswürdigkeiten

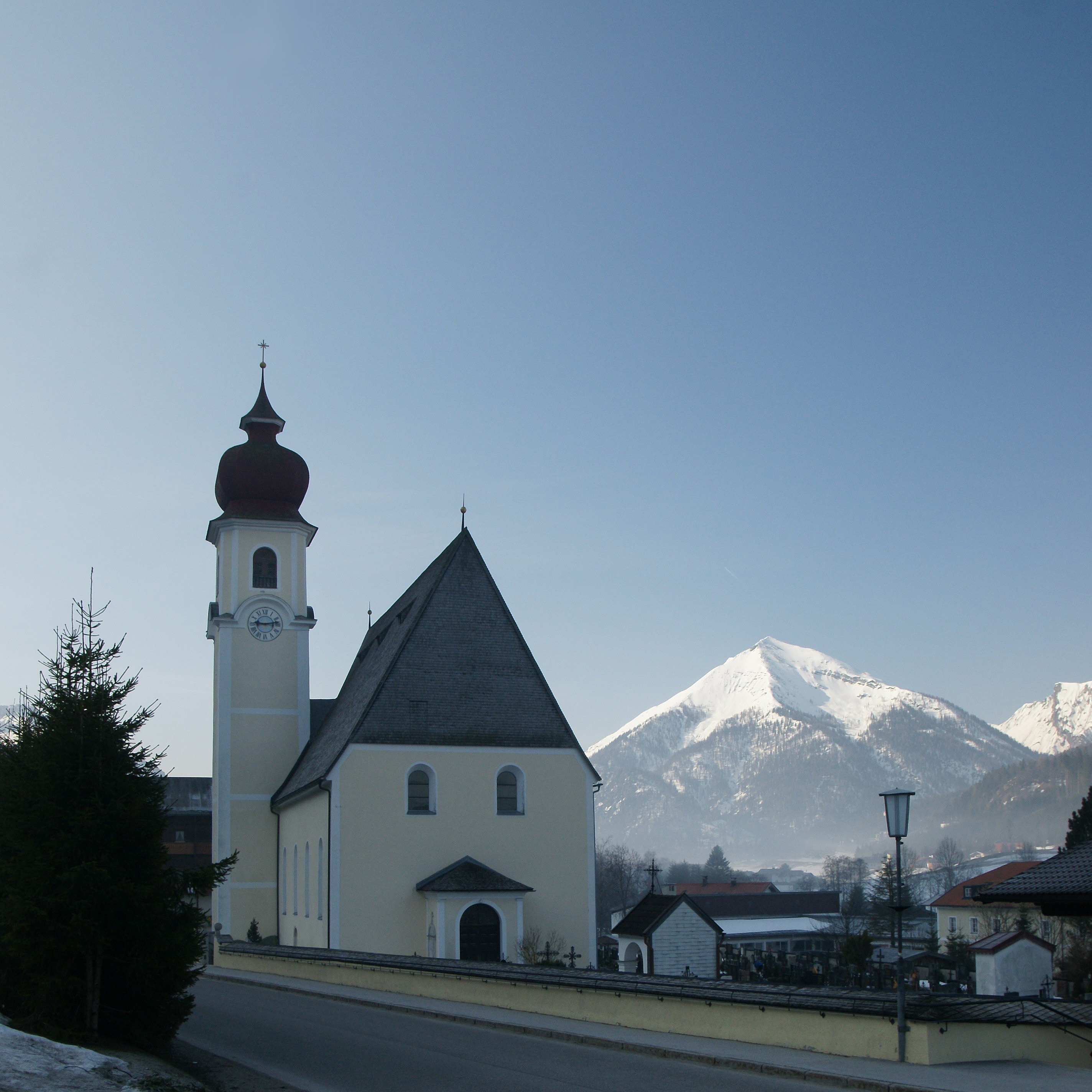
Pfarrkirche Achenkirch

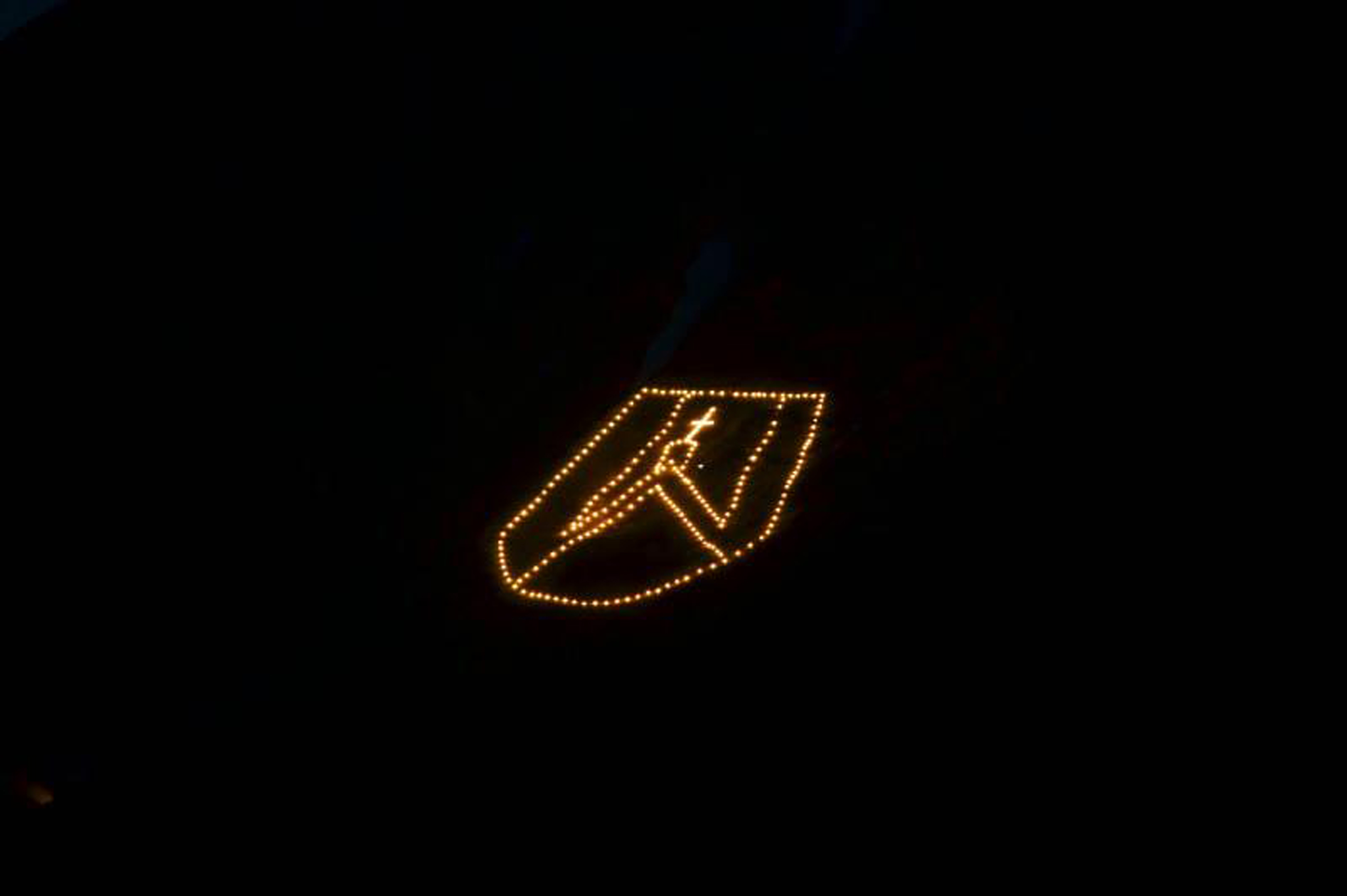
Herz-Jesu-Feuer mit dem Wappen von Achenkirch auf dem Seekar

### Pfarrkirche Achenkirch
Urkundlich wurde 1122 eine Kirche und 1141 eine Pfarre – dem Kloster Georgenberg inkorporiert – genannt. Ein gotischer Kirchenbau wurde 1520 geweiht. Der barocke Neubau wurde von 1748 bis 1750 nach Plänen von Jakob Singer erbaut. Der Turm entstand 1755.

### Annakirchlein

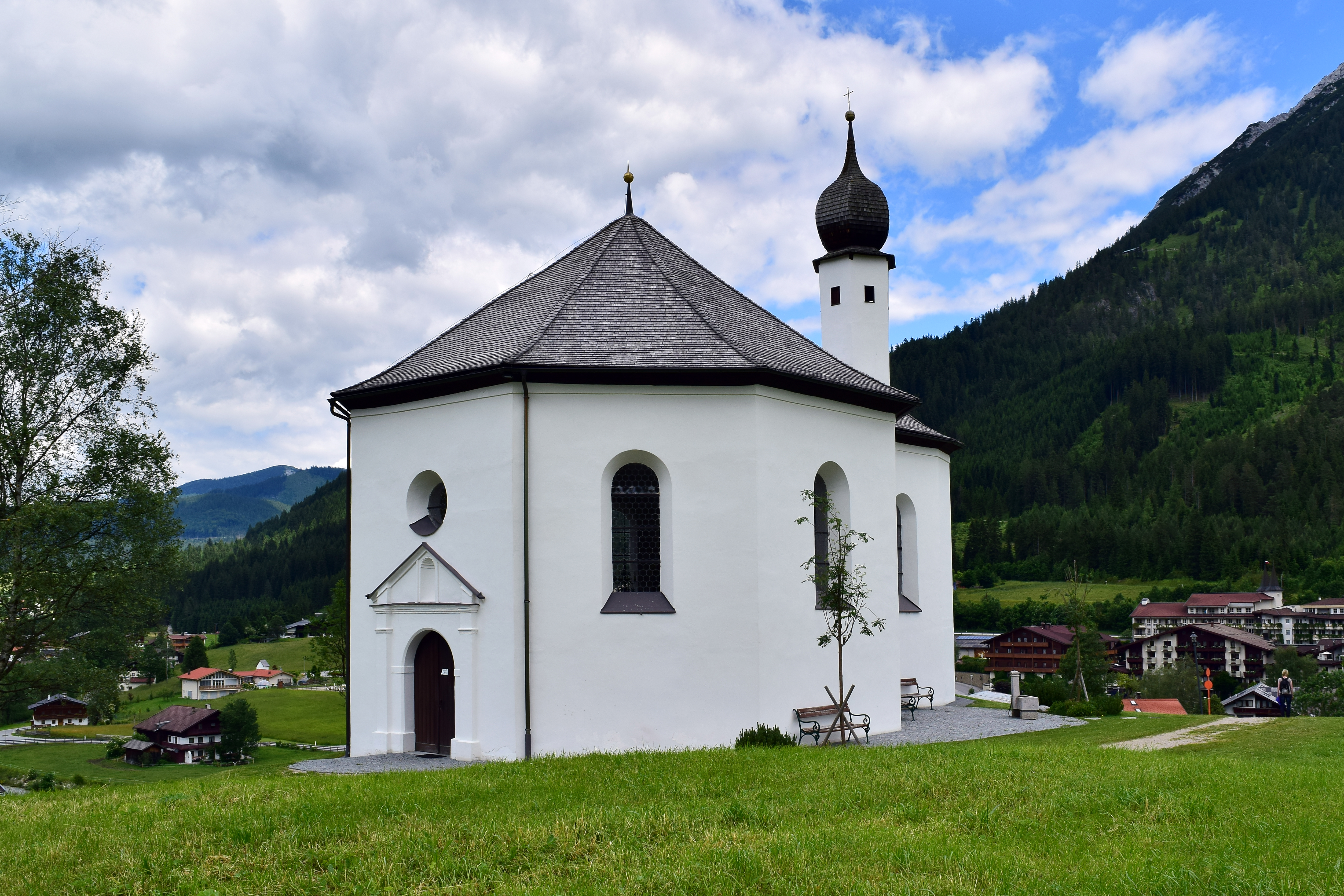
Annakirchl

Das barocke Annakircherl aus dem 18. Jahrhundert liegt auf einem Hügel außerhalb des Ortes, in der Nähe des einstmals größten Urhofes im Achental „Dolnhof“. Sie wurde 1670 vom Hofbesitzer Christoph Unterberger erbaut und wird gerne für Hochzeiten genutzt. Das Altarbild zeigt die Aufnahme und Krönung Mariens und stammt von einem unbekannten Maler aus dem 18. Jahrhundert.

### Kapellen
15 Kapellen innerhalb des Gemeindegebiets aus dem 18., 19. und 20. Jahrhundert sind erhalten. Teilweise gehörten sie zu nicht mehr existierenden Ur-Höfen und wurden von den Hofbesitzern und Gastwirten errichtet.
Ein Weinhaus ist seit dem 15. Jahrhundert überliefert und entstand 1672 in seiner heutigen Form. Es wurde 1992 restauriert und wird wieder als Gaststätte betrieben.
Das Haus Salzstadel (in Privatbesitz) war einst Treffpunkt der Salzhändler auf dem Haupttransportweg zwischen den Salinen in Hall und der Stadt München.

### Heimatmuseum
Der traditionelle Einhof Sixenhof beherbergt ein Heimatmuseum, das einen Einblick in die Lebensweise und das Handwerk früherer Zeit vermittelt.

## Wirtschaft und Infrastruktur
Wirtschaftlich bedeutend sind heute neben der Holzgewinnung die Landwirtschaft, das Gewerbe und vor allem der Tourismus am Achensee und am Skigebiet Hochalm-Christlum. In der ersten Hälfte des 20. Jahrhunderts wurde die Forstbewirtschaftung im Bereich des Achenwaldes u. a. mit der Klammbachwaldbahn betrieben.

### Verkehr
Von Achenkirch zweigt die Straße nach Steinberg am Rofan ab.
Von Achenkirch verkehren täglich im Stundentakt zwischen 5.00 und 19.00 Uhr Busse der ÖBB-Postbus nach Maurach am Achensee und weiter nach Pertisau und Jenbach. Zwei Mal täglich verkehrt ein Bus von Regionalverkehr Oberbayern (Oberbayernbus) von Tegernsee nach Maurach und weiter nach Pertisau sowie retour.
In der Sommersaison findet auf dem Achensee Linienverkehr sowie im Gelegenheitsverkehr. In Achenkirch gibt es zwei Anlegestellen für Passagierschiffe: Scholastika und Achseneehof Lido.

## Politik

### Gemeinderat
Der Gemeinderat besteht aus 15 Mandataren:
| Partei                              | 2022  | 2022    | 2016  | 2016    | 2010  | 2010    | 2004  | 2004    |
| Partei                              | %     | Mandate | %     | Mandate | %     | Mandate | %     | Mandate |
| ----------------------------------- | ----- | ------- | ----- | ------- | ----- | ------- | ----- | ------- |
| Achentaler Gemeindeliste 1)         | 46,00 | 7       | 49,39 | 7       | 56,43 | 9       | 47,93 | 7       |
| Dahoam aktiv für Achenkirch         | 38,40 | 6       | 30,93 | 5       | 23,65 | 3       | 19,86 | 3       |
| Heimatliste Achenkirch              | 8,00  | 1       | 7,37  | 1       |       |         |       |         |
| Menschen Freiheit Grundrechte – MFG | 7,60  | 1       |       |         |       |         |       |         |
| Wir für Euch                        |       |         | 12,31 | 2       | 14,27 | 2       | 12,36 | 2       |
| Parteiunabhängige Liste Achenkirch  |       |         |       |         | 5,64  | 1       | 19,86 | 3       |

1) Die Partei kandidierte 2010 unter dem Namen „Achentaler Gemeindeliste – Bürgermeister Stefan Messner“

### Bürgermeister
Bürgermeister von Achenkirch ist Karl Moser.

### Wappen
Am 6. November 1973 wurde der Gemeinde von der Tiroler Landesregierung ein Wappen verliehen.

Beschreibung: Ein silberner Wellenbalken, begleitet von grünen Feldern, im Schildfuß eine schwarze Spitze und ein schwarzer Sparren, darüber ein schwarzer Zwiebelturm.
Das Wappen symbolisiert als redendes Wappen den Ortsnamen.

### Partnergemeinden
Achenkirch pflegt Kontakte zu zwei Partnergemeinden:
- Brenzone (I)
- Kreuth (D)

## Persönlichkeiten

### Söhne und Töchter der Gemeinde
- Anton Dominik Aschbacher (1782–1814), Freiheitskämpfer
- Felix Mitterer (* 1948), österreichischer Schauspieler und Dramatiker
- Josef Anton Ledermaier († 1944 in sowjetischer Gefangenschaft), Dichter
- Ludwig Rainer († 15. Mai 1893 in Kreuth), Begründer der Rainergesellschaft, Grabstätte in Achenkirch

### Personen mit Bezug zur Gemeinde
- Bernhard Sirch OSB (* 1943 in Günzburg; † 2013), Ortspfarrer und Expositus von Hinterriß von 1994 bis 2009